# Smyslov (przystanek kolejowy)
Smyslov – przystanek kolejowy w miejscowości Smyslov, w kraju południowoczeskim, w Czechach. Położony jest na linii Tábor - Horní Cerekev. Znajduje się na wysokości 430 m n.p.m.
Na przystanku nie ma możliwości zakupu biletów, a obsługa podróżnych odbywa się w pociągu.

## Linie kolejowe
- 224 Tábor - Horní Cerekev